# Ces gens-là
Ces gens-là är en sång på franska, skriven och framförd av den belgiske sångaren Jacques Brel. Den producerades av Barclay, och gavs ut 1966 av Pochenel i Bryssel. Temat är tröstlösheten i olycklig kärlek. Sången är i sig själv tämligen mörk, och skriven till stor del i invektiv med en frätande text. Rytmiskt går låten i tretakt, med repetitiva teman.
Berättaren beskriver för en tredje part olika medlemmar i en familj, vars existens är särskilt medioker och småaktig. I synnerhet kritiserar han deras orörlighet. Sången är till sin natur progressiv på ett sätt som återkommer i andra Brel-låtar, som till exempel Les Bourgeois. Uppräkningen slutar med dottern, den vackra Frida som han älskar, och vars kärlek är besvarad. Familjen godkänner dock inte äktenskapet, eftersom man inte tycker att berättaren verkar värdig, något som i sin tur kan förklara hans fientlighet mot dem. Sången i sin tur slutar med att berättaren går, ej övertygad av Fridas löften om att följa med honom istället för att stanna med familjen.
Sången börjar lugnt men tilltagande. Upptrappningen kulminerar med att berättarens kärlek till Frida briserar och framställs för henne, men följs i det sista av en kontrasterande resignationsfas när berättaren slutligen lämnar.